# Saioa Villanueva Zarandona
Saioa Villanueva Zarandona (Sopelana, 3 de enero de 1981) es una política española de ideología nacionalista vasca. Fue alcaldesa de Sopelana desde el 11 de junio de 2011 al 14 de junio de 2015. Villanueva recibió el 11 de junio el apoyo de los 7 concejales de su partido en el acto de investidura como alcaldesa, haciéndose con el cargo tras encabezar la candidatura de Bildu, que fue la más votada en las elecciones municipales de 2011. El resto de concejales (EAJ-PNV y PSE-EE) votaron a sus respectivos candidatos a excepción de la única concejal del PP, que votó al candidato del PNV para intentar evitar que Bildu se hiciera con la alcaldía. Al ser la lista más votada en las elecciones pudo confeccionar su equipo de gobierno.
Durante esa legislatura y bajo el mandato de Saioa Villanueva el Ayuntamiento de Sopela se convirtió en la institución más importante que gobernó Bildu en Vizcaya.